# Kielmeyera
Kielmeyera – rodzaj roślin okrytonasiennych z rodziny gumiakowatych. Jego przedstawiciele występują w obszarze równikowym Ameryki Południowej.

## Systematyka
Do rodzaju Kielmeyera zaliczanych jest 34 gatunków:
| - Kielmeyera abdita (Saddi Kew Bull. 42(1): 221 1987 - Kielmeyera albopunctata (Saddi Rodriguésia 36(60): 61 1984 - Kielmeyera amplexicaulis (S. Moore - Kielmeyera appariciana (Saddi Kew Bull. 39(4): 738 1984 - Kielmeyera argentea (Choisy Mém. Soc. Phys. Geneve 14: 165 1855 - Kielmeyera coriacea (Mart. & Zucc. Flora 8(1): 30–31 1825 - Kielmeyera corymbosa (Mart. & Zucc. Flora 8: 31 1825 - Kielmeyera cuspidata (Saddi Kew Bull. 39(4): 732 1984 - Kielmeyera elata (Saddi Bradea 4(5): 28–30, fig. 1984 - Kielmeyera excelsa (Cambess. Fl. Bras. Merid. (quarto ed.) 1: 308 - Kielmeyera falcata (Cambess. - Kielmeyera gracilis (Wawra - Kielmeyera grandiflora ((Wawra) Saddi Kew Bull. 39(1): 140 1984 - Kielmeyera humifusa (Cambess. - Kielmeyera itacarensis (Saddi Bradea 4(42): 341–342 1987 - Kielmeyera lathrophyton (Saddi Kew Bull. 42(1): 225 1987 - Kielmeyera longipetiolata (Hochr. | - Kielmeyera membranacea (Casar. - Kielmeyera neglecta (Saddi Kew Bull. 39(4): 735 1984 - Kielmeyera neriifolia (Cambess. Fl. Bras. Merid. (quarto ed.) 1: 306 - Kielmeyera obovata (Hochr. - Kielmeyera paniculata (Rusby Mem. Torrey Bot. Club 6: 9 1896 - Kielmeyera paranaensis (Saddi Rodriguésia 36(60): 43 1984 - Kielmeyera peruviana (Saddi Kew Bull. 39(4): 741 1984 - Kielmeyera petiolaris (Mart. & Zucc. Flora 8: 30 1825 - Kielmeyera pulcherrima (L.B. Sm. Nat. Hist. Mus., Contr. Sci. 30: 11, f. 3 1959 - Kielmeyera pumila (Pohl Pl. Bras. Icon. Descr. 2: 48 - Kielmeyera rizziniana (Saddi Rodriguésia 36(60): 60 1984 - Kielmeyera rosea (Mart. & Zucc. Flora 8: 30 1825 - Kielmeyera rubriflora (Cambess. Fl. Bras. Merid. (quarto ed.) 1: 305 - Kielmeyera rugosa (Choisy - Kielmeyera speciosa (A. St.-Hil. Pl. Usuel. Bras., t. 58 - Kielmeyera tomentosa (Cambess. Fl. Bras. Merid. (quarto ed.) 1: 308, t. 61 1828 - Kielmeyera variabilis (Mart. & Zucc. Flora 8: 31 |